# 하수호
하수호(1983년 11월 24일 ~ )는 대한민국의 배우이다.

## 학력
- 무학고등학교
- 청주대학교 연극영화과 학사

## 출연작

### 영화
- 《투빅맨》 (2020년) - 최 이사 역
- 《미친사랑》 (2019년) - 교통경찰 역
- 《롱 리브 더 킹: 목포 영웅》 (2019년) - 성철 역
- 《안시성》 (2018년) - 무사(당첩자) 1 역
- 《남한산성》 (2017년) - 근왕병 장수 3 역
- 《프리즌》 (2017년) - 창길패거리 역
- 《걱정말아요》 (2017년) - 세단남 역
- 《봉이 김선달》 (2016년) - 담파고 창고 경비 역
- 《명량》 (2014년) - 김응함부장 역
- 《더 파이브》 (2013년) - 총기거래남 1 역
- 《남자사용설명서》 (2013년) - 엔딩조감독/통역 역
- 《회사원》 (2012년) - 영업2부 사원 역
- 《광해, 왕이 된 남자》 (2012년) - 정전 장군 1 역
- 《알투비 : 리턴투베이스》 (2012년) - 레스큐팀원 2 역
- 《고지전》 (2011년) - 3소대장 역
- 《몰디브 환상특급》 (2010년)
- 《해결사》 (2010년) - 종합병원 경찰 역
- 《대한민국 1%》 (2010년) - 3소대 2팀원 역
- 《의형제》 (2010년) - 수상남 역
- 《다찌마와 리 - 악인이여 지옥행 급행열차를 타라!》 (2008년) - 설마 앞 낭인 역

### 드라마
- 2011년 SBS 주말특별기획 《여인의 향기》 - 강지욱의 지인 역
- 2011년 ~ 2012년 OCN 《특수사건 전담반 TEN》 - 형사 역
- 2012년 MBC 수목드라마 《해를 품은 달》 - 날파리 역
- 2012년 MBC 대장경 천년 특별기획 드라마 《무신》 - 황보준창 역
- 2012년 SBS 수목드라마 《옥탑방 왕세자》 - 좌익위 역
- 2012년 MBC 주말특별기획 《닥터 진》 - 강선생 역
- 2012년 SBS 주말특별기획 《신사의 품격》 - 나이트 가드 역
- 2012년 SBS 월화드라마 《추적자 THE CHASER》 - 병실을 지키는 가드 역
- 2012년 SBS 드라마스페셜 《유령》 - 해명리조트 매니저 역
- 2012년 SBS 주말특별기획 《다섯 손가락》 - 택배남 역
- 2013년 tvN 월화드라마 《이웃집 꽃미남》 - 검은 양복 역
- 2013년 KBS2 TV소설 《삼생이》 - 영배 역
- 2013년 SBS 특집드라마 《사건번호 113》 - 골프강사 역
- 2013년 JTBC 월화드라마 《그녀의 신화》 - 클럽 가드 역
- 2013년 SBS 드라마스페셜 《주군의 태양》 - 성훈 역
- 2013년 MBC 수목드라마《투윅스》 - 조폭 역
- 2013년 tvN 금토드라마 《응답하라 1994》 - 최길홍 역
- 2013년~2014년 SBS 드라마스페셜 《별에서 온 그대》 - 천송이가 사는 아파트의 보안직원 역
- 2014년 SBS 월화드라마 《신의 선물 - 14일》 - 유괴 사기범 역
- 2014년 SBS 월화드라마 《닥터 이방인》 - 병원 보안직원 역
- 2014년 KBS1 저녁일일극 《고양이는 있다》 - 차명태 역
- 2014년 KBS2 수목드라마 《조선 총잡이》 - 포교 역
- 2014년 tvN 월화드라마 《마이 시크릿 호텔》 - 수호 역
- 2014년 JTBC 금토드라마 《하녀들》
- 2015년 KBS2 저녁일일드라마 《달콤한 비밀》
- 2015년 SBS 드라마스패셜 《냄새를 보는 소녀》 - 황기수 역
- 2015년 MBC 주말드라마 《여자를 울려》
- 2015년 OCN 주말드라마 《아름다운 나의신부》
- 2015년 MBC 수목드라마 《밤을 걷는 선비》
- 2015년 MBC 창사 54주년 특별기획 《화정》
- 2015년 SBS 드라마스페셜 《용팔이》 - VIP병실 경호원 역
- 2016년 JTBC 금토드라마 《마담 앙트완》 - 마리 코치 역
- 2016년 KBS2 TV소설 《내 마음의 꽃비》
- 2016년 MBC 수목드라마 《굿바이 미스터 블랙》 - 하수호 실장 역
- 2016년 MBC 주말특별기획 《옥중화》
- 2017년 tvN 월화드라마 《하백의 신부 2017》
- 2018년 KBS1 저녁일일극 《내일도 맑음》
- 2018년 MBN 수목드라마 《마녀의 사랑》
- 2018년 KBS2 TV소설 《파도야 파도야》
- 2018년 OCN 주말드라마 《보이스 2》닥터파브르 방제수 수하역
- 2018년 OCN 주말드라마 《플레이어》 - 문신남 역
- 2019년 MBC 월화드라마 《웰컴2라이프》 - 하실장 역
- 2019년 SBS 금토드라마 《스토브리그》 - 허진욱 역(좌완 배팅볼 투수)
- 2021년 SBS 금토드라마 《원 더 우먼》 - 장석호 역
- 2023년 넷플릭스 드라마 《사냥개들》 - 임장도 역
- 2024년 ENA 월화드라마 《유어 아너》 - 박창혁 역
- 2025년 SBS 금토드라마 《보물섬》 - 김도수 역